# Carlton in Lindrick
Carlton in Lindrick est une paroisse civile et un village du Nottinghamshire, en Angleterre.